# DocMorris

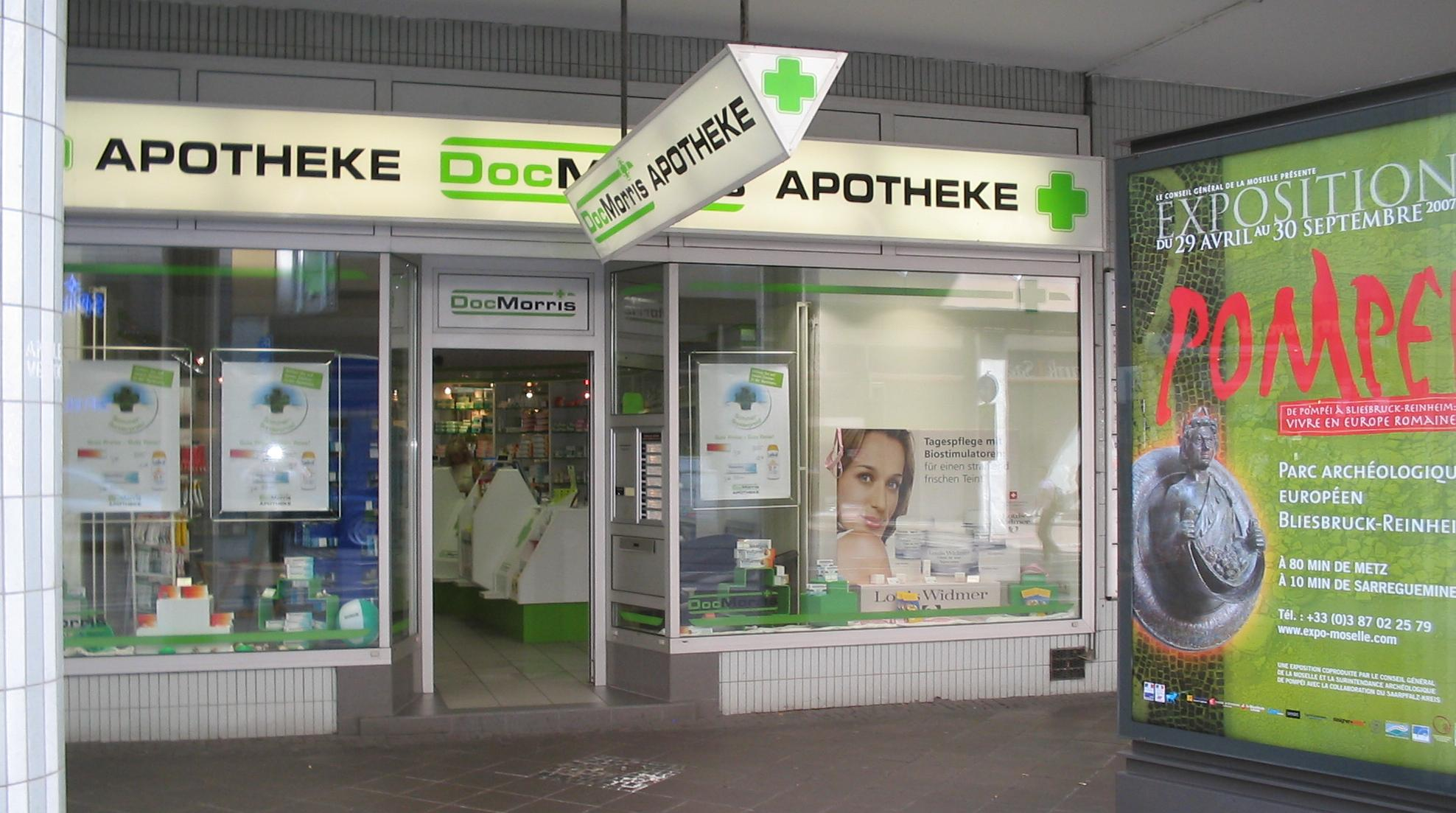
DocMorris-apotheek in Saarbrücken, Duitsland

DocMorris is een Nederlandse postorder-apotheek, die na een telefonische bestelling of een bestelling via het internet medicijnen aan klanten levert, iets vaker in Duitsland. De onderneming werd in het jaar 2000 opgericht door de Nederlandse apotheker Jacques Waterval en de Duitse IT-deskundige Ralf Däinghaus.

## Vestiging
DocMorris is sinds zijn oprichting gevestigd in Nederland en is een naamloze vennootschap. Het hoofdkantoor bevindt zich sinds 2004 in het Zuid-Limburgse eerst in Landgraaf, daarna in Heerlen, nu dicht bij de Duitse grens op Avantis. De reden van de keuze om de onderneming in Nederland in plaats van in Duitsland te vestigen was het ontwijken van het tot 2003 in Duitsland geldende verbod op postorderverkoop van geneesmiddelen en de wegval van de in Duitsland heersende prijsbinding op receptplichtige geneesmiddelen.
Sinds 2006 exploiteert DocMorris ook filialen. Het eerste filiaal werd geopend in Saarbrücken, nabij centrum. De rechterlijke status hiervan was controversieel, maar ondanks dat was Ralf Däinghaus tijdens de opening aanwezig en de ICT omgeving werd omgezet naar DocMorris Heerlen (Medipoint) door Jack Snijders. Hierna kwam er ook een magazijn en operationele verwerking in Saarbrücken. Hier waren de voormalige eigenaren van de eerste apotheek de leidinggevenden.
Op 26 april 2007 werd 90% van de aandelen van DocMorris verkocht aan de Duitse farmaceutische groothandel Celesio.

## Klanten
Hoewel de zetel van DocMorris zich in Nederland bevindt, richt het zich bijna uitsluitend op de Duitse markt en is het bedrijf in Nederland zelf vrij onbekend. In het eerste halfjaar van 2006 leverde het bedrijf aan 700.000 Duitse klanten. Het grootste deel van de bestellingen wordt telefonisch of schriftelijk afgehandeld. Receptplichtige geneesmiddelen kunnen alleen maar schriftelijk worden besteld. Receptvrije geneesmiddelen (zogenaamde zelfzorgmedicijnen) kunnen ook via het internet.